# لطفاً مراقب آملیا باش
لطفاً مراقب آملیا باش یک فیلم کمدی ایتالیایی به کارگردانی فلاویو موگرینی است که در سال ۱۹۸۱ منتشر شد.

## بازیگران
- رنتسو مونتانیانی
- باربارا بوشه
- جانی کاوینا
- لئوپولدو ماستلونی
- ماریو کاروتنوتو
- تونی اوچی
- آلدو جوفره
- انتسو کاناواله
- آلبرتو فرناندس دِ رُزا
- آفریکا پرات